# Cuisine gambienne
La cuisine gambienne se compose principalement de plats mandingues et wolofs, originaires du Sénégal voisin, dont la cuisine est largement influencée par la France. La cuisine gambienne fait partie intégrante de la cuisine ouest-africaine et intègre les pratiques et traditions culinaires de la Gambie.

## Produits de base
Parmi les ingrédients courants, on trouve le poisson, le riz, les arachides, les tomates, les niébés, le citron, le manioc, le chou, la pomme de terre, le potiron, les aubergines, la laitue, le couscous, le maïs, le findi, le sel, le poivre, l'oignon, le piment et diverses herbes. Les huîtres, également un mets populaire du fleuve Gambie, sont récoltées par les femmes.

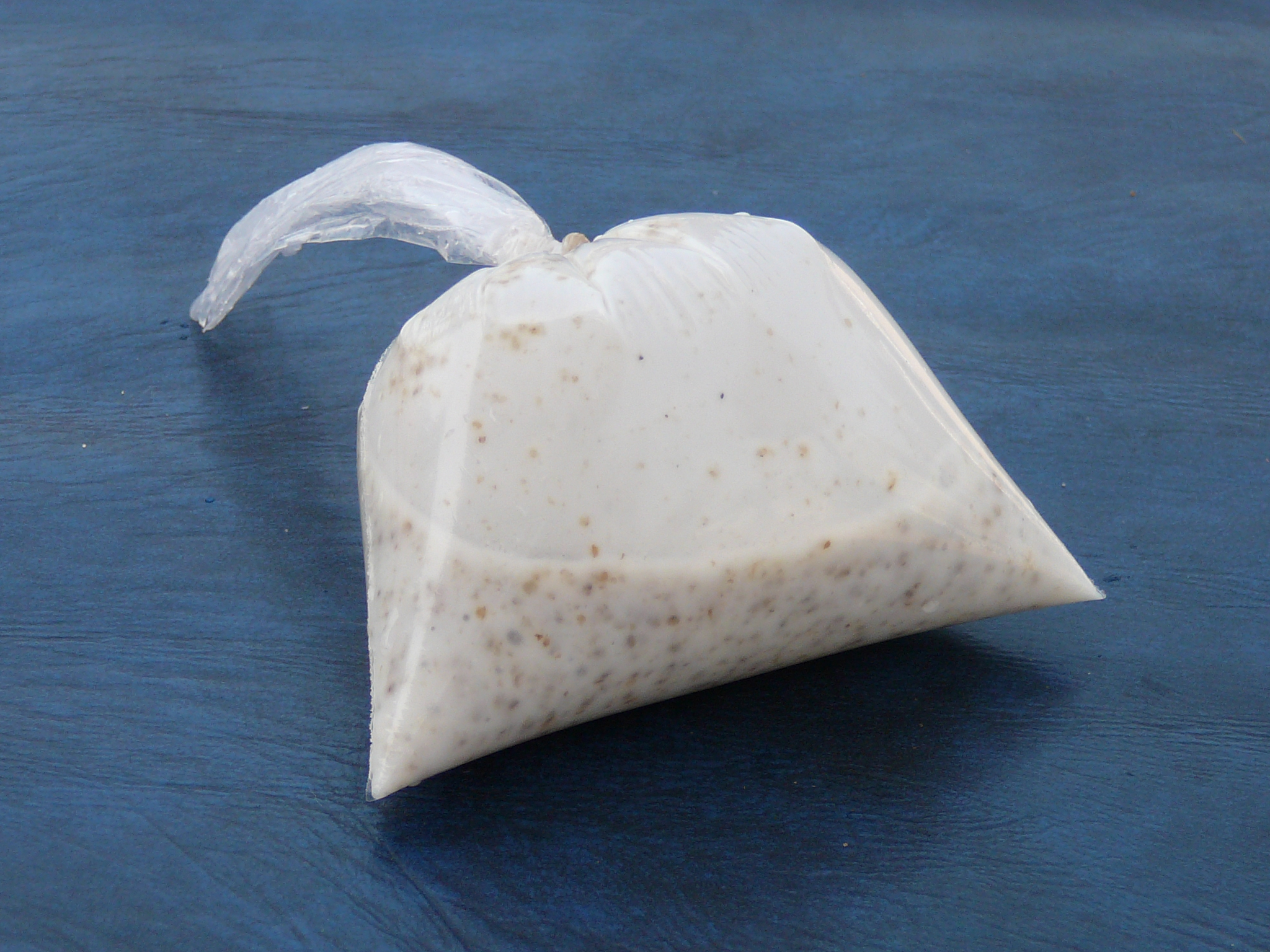
Chakery (ou thiakry)
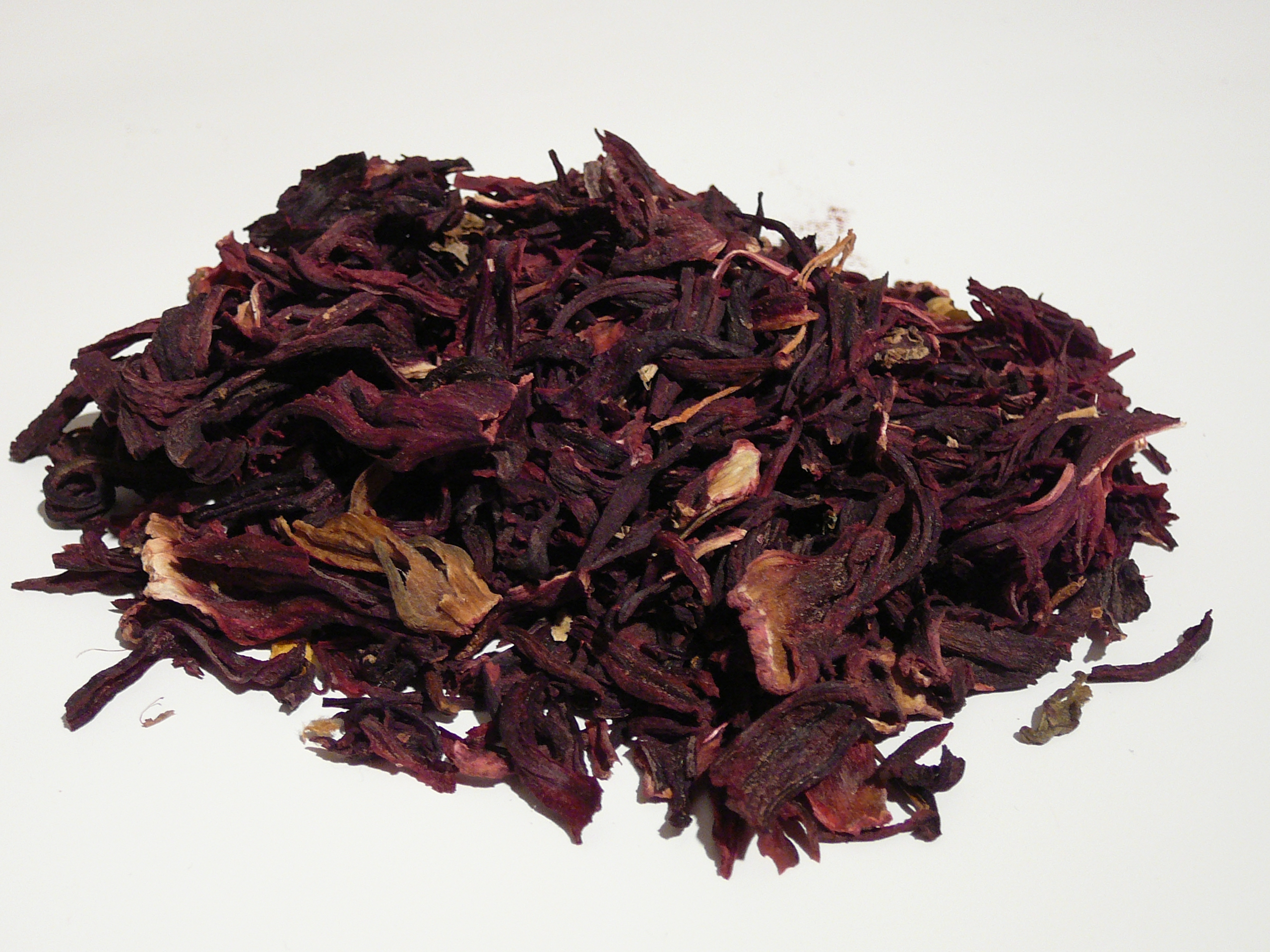
Feuilles séchées d'Hibiscus sabdariffa
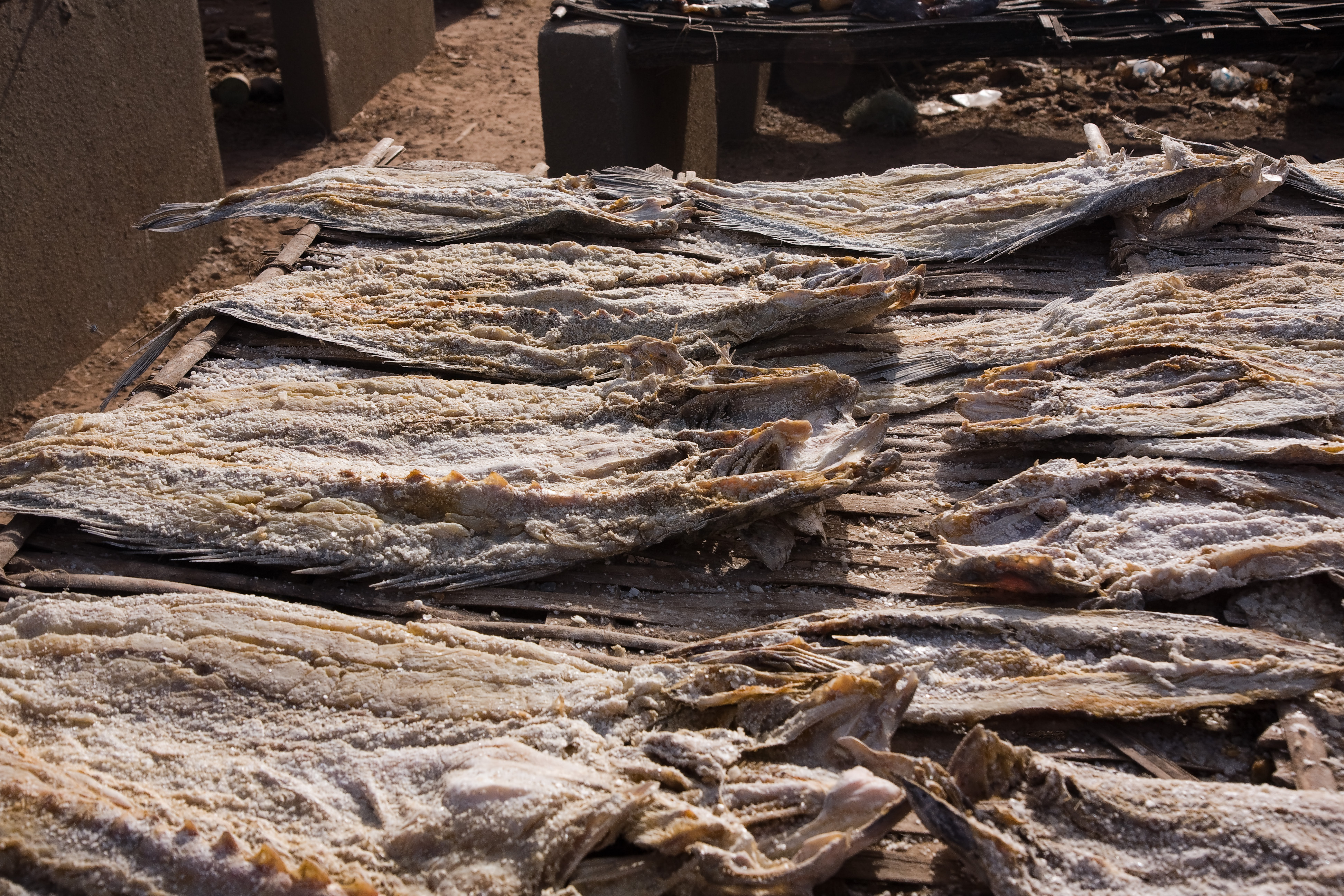
Séchage du poisson

## Sélection de plats

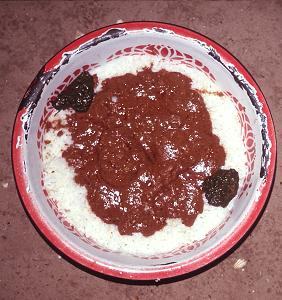
Domoda

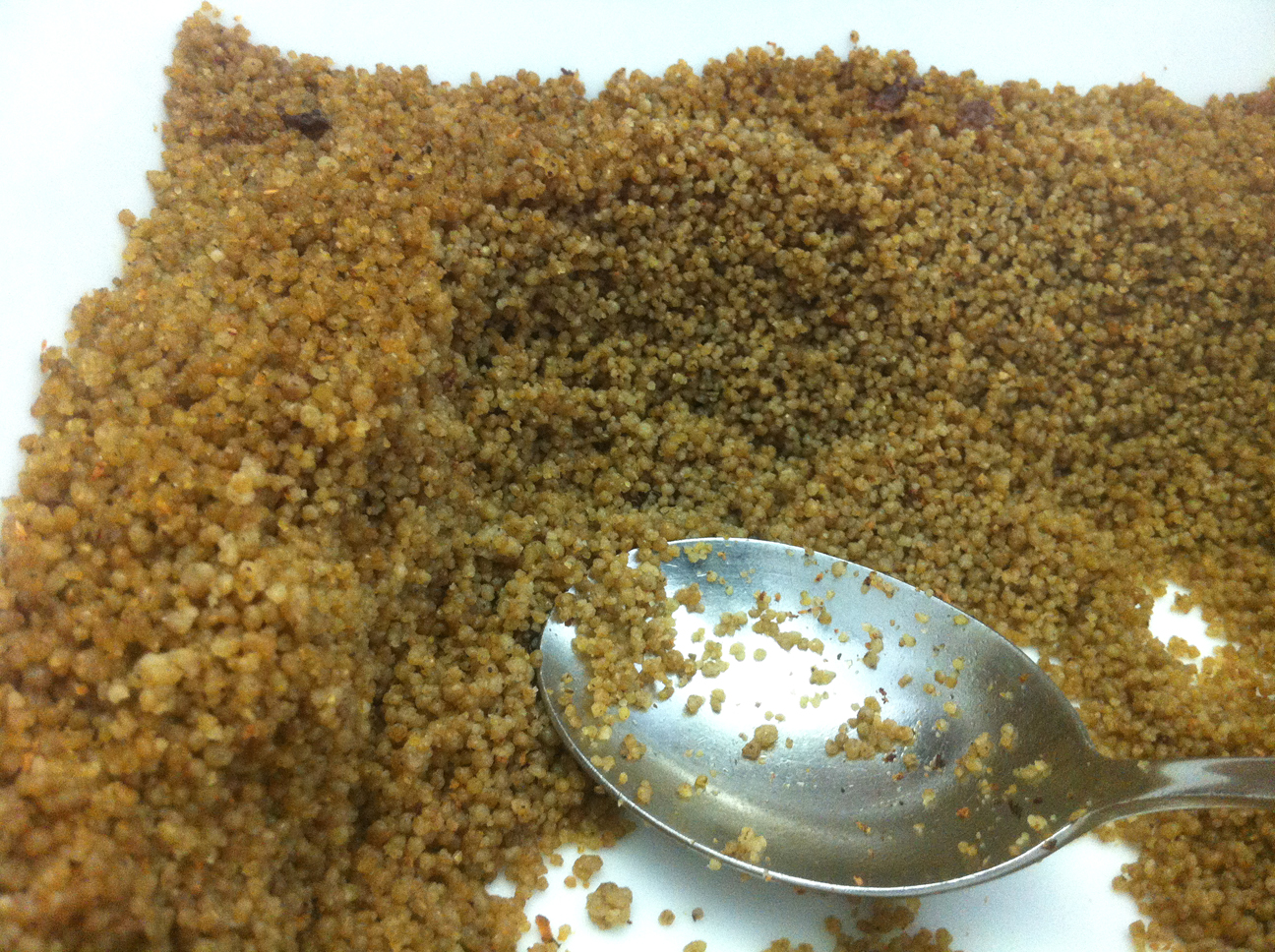
Cakri

- Le Benachin[3] (benna cin, « une marmite »), ou Thieboudienne, deux noms utilisés au Sénégal pour désigner le même plat, est un plat d'origine sénégalaise (wolof) traditionnellement cuisiné dans une seule marmite (cette pratique lui a donné son nom). On y ajoute divers ingrédients, dont du poisson ou de la viande, et on l'assaisonne d'herbes, de jus de citron, de basilic, d'aubergine, de persil, d'oignon, de piment, de tomate, de potiron, de carotte, de chou, de manioc, de poivre, d'œufs de jardin, de poisson séché et d'huile végétale, parfois avec du concentré de tomate pour la couleur.
- Le caldo[3] est un plat de poisson entier cuit à la vapeur et aromatisé au citron, une variante du yassa.
- Le Domoda[4] est un plat mandingue à base de pâte d'arachide concentrée, de viande ou de poisson assaisonné de sel, d'oignon moyen, de tomates fraîches, de pommes de terre, de carottes, de chou moyen, d'eau, de concentré de tomate, de jus de citron, de bouillon et de riz blanc. Domo signifie manger et da désigne un ragoût. Le Domoda est également le plat national de la Gambie.
- Wolof, Mbahal[5] ou mandingue: nyankatang, plat de poisson fumé et salé préparé avec des arachides, des caroubes ou des haricots à œil noir, de l’oignon nouveau, des piments frais, du riz blanc et de la tomate amère ou jaatoo.
- Nyambeh nyebbeh[6], plat de manioc et de haricots préparé avec de l’huile, de l’oignon, du piment, du bouillon, du sel, du poivre et du vivaneau frit.
- Soupe au poivre[7], ragoût de poisson épicé.
- Yassa[8] est un plat de poulet entier ou de poisson citronné, préparé avec du sel, du poivre, de l’oignon, du clou de girofle, de l’ail, de la moutarde, de la sauce chili, du jus de citron vert, du riz et de l’eau (si vous le préparez avec du poulet).
- Ragoût d’huîtres ou sauci yohus[3], ragoût d’huîtres (ou de moules) avec des légumes comme des poivrons, des tomates et des oignons, et des assaisonnements comme du piment, du gingembre, de l’ail, des feuilles de laurier et d’autres herbes.
- Le cherreh, ou chere[9], est un plat de millet cuit à la vapeur qui peut être servi avec diverses sauces, comme du gombo, des épinards et de la viande.
- Le supakanja, ou superkanja[10], est un ragoût ou une soupe de gombo à l'huile de palme, qui peut également contenir du poisson et du bœuf fumés, et qui est servi avec du riz ou du fufu.
- Le plasas[11], un ragoût/soupe qui ressemble au supakanja, mais qui est en réalité préparé avec des feuilles d'épinards ou de pommes de terre.
- Le pem bem[12], un plat de poisson servi sur du riz, avec des oignons cuits.
- Le fouti, ou futti[13], est un plat peul. Il s'agit d'une pâte de gombo et de divers légumes sur du riz.

## Boissons
- Attaya[14], un thé vert sucré sénégalais traditionnellement infusé trois fois dans une petite bouilloire sur un charbon de bois africain, en ajoutant du sucre et en versant le thé d'un verre à thé à l'autre à chaque infusion. Le nom Attaya vient probablement de l'anglais outfit.
- Mandingu: Wonjo[15] ou Wolof: Bisaab, une boisson sucrée obtenue en faisant infuser le fruit du Wonjo, en y ajoutant du sucre et de la menthe. Elle est généralement servie froide.
- Bouyi[15], ou jus de baobab, une boisson à base de fruit du baobab, de lait et de sucre. Généralement servi froid ou à température ambiante, il est connu sous le nom de glace lorsqu'il est congelé et est généralement vendu dans la rue ou à côté des bus.
- JulBrew, la seule bière produite en Gambie, qui n'est plus produite.
- Jus de gingembre, une boisson forte à base de gingembre, de sucre et de vanille.
- Jus de Kaaba, un jus aigre-doux obtenu en écrasant la pulpe du fruit de la Kaaba, en y ajoutant du sucre et de l'eau.
- Jus de ditakh: boisson obtenue en épluchant le fruit du ditakh, puis en le trempant dans de l’eau, puis en y ajoutant du sucre.
- Vin de palme: issu de la sève de divers palmiers.
- Jus de tamarin, ou Dahaar, boisson sucrée à base de tamarin, de sucre, de jus de citron vert et de clous de girofle.

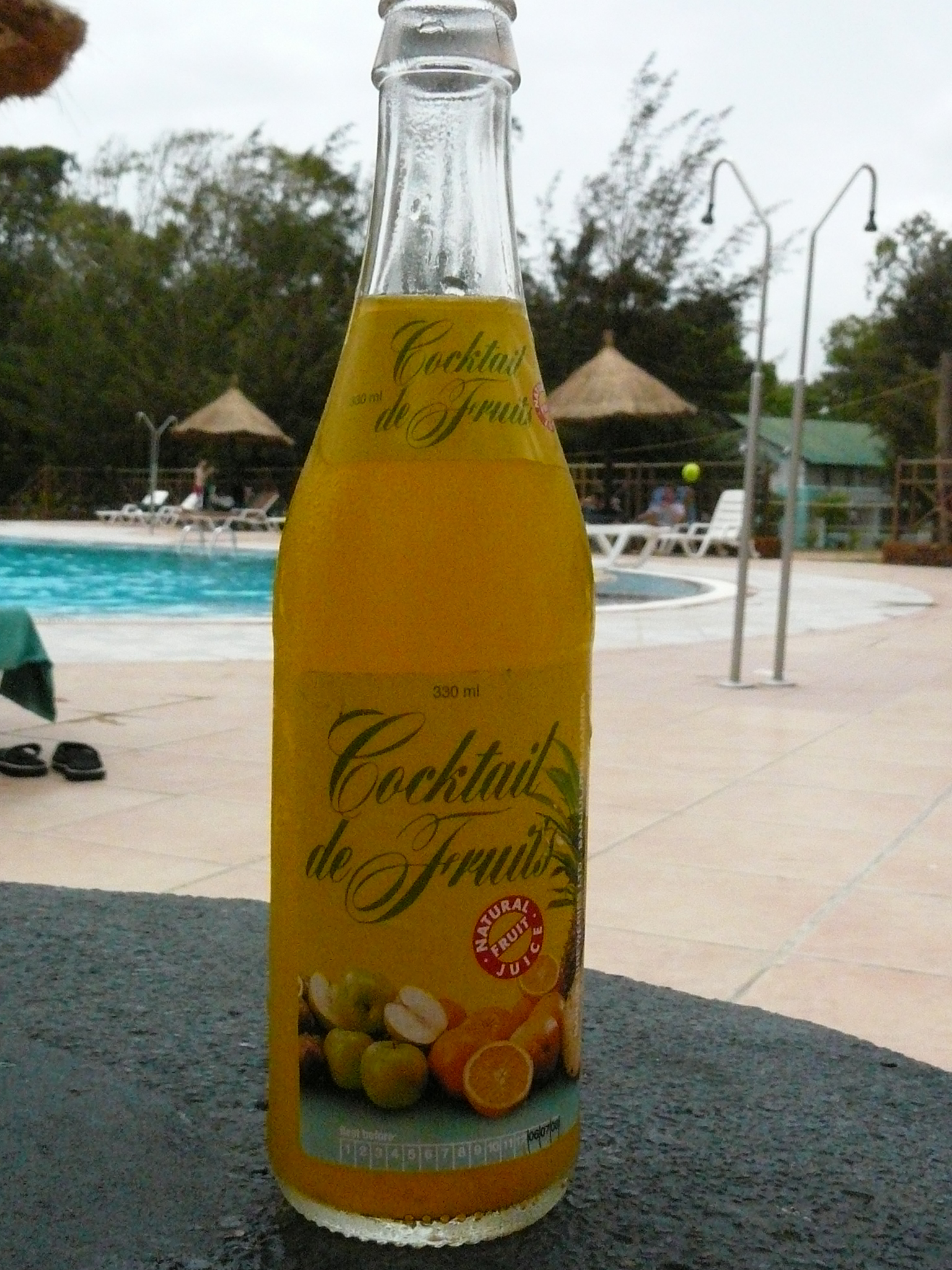
Cocktail de fruits
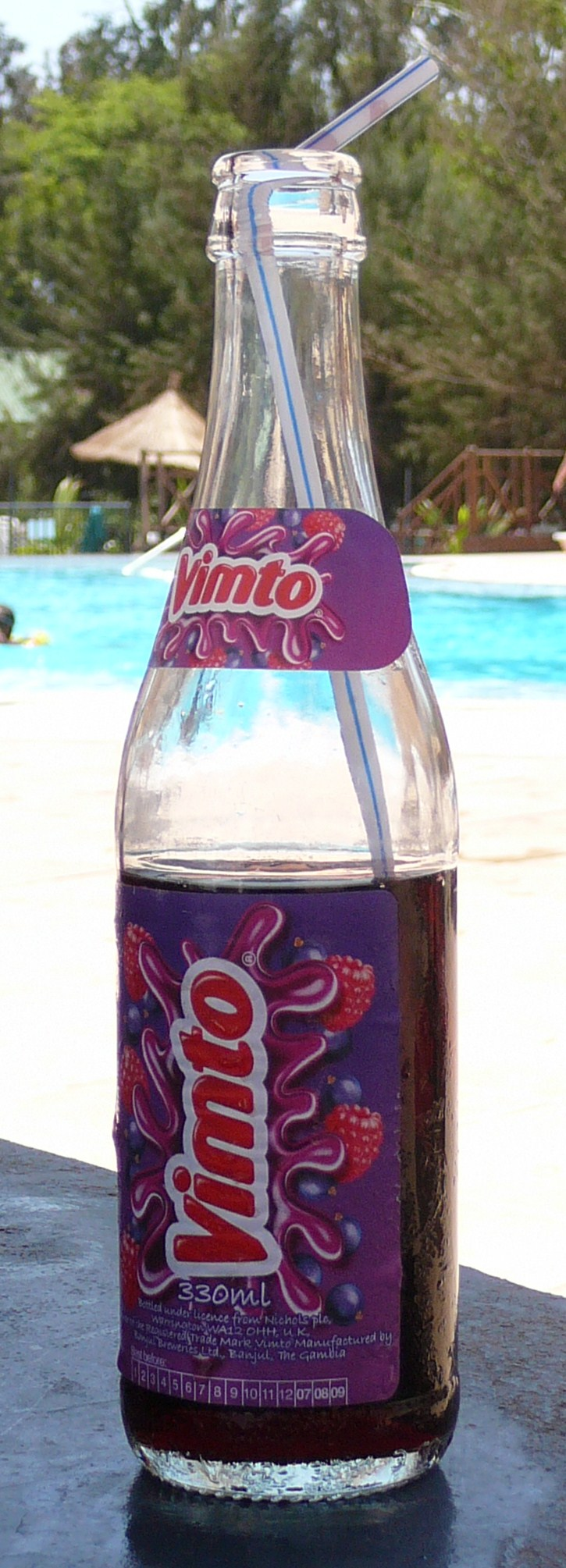
Vimto
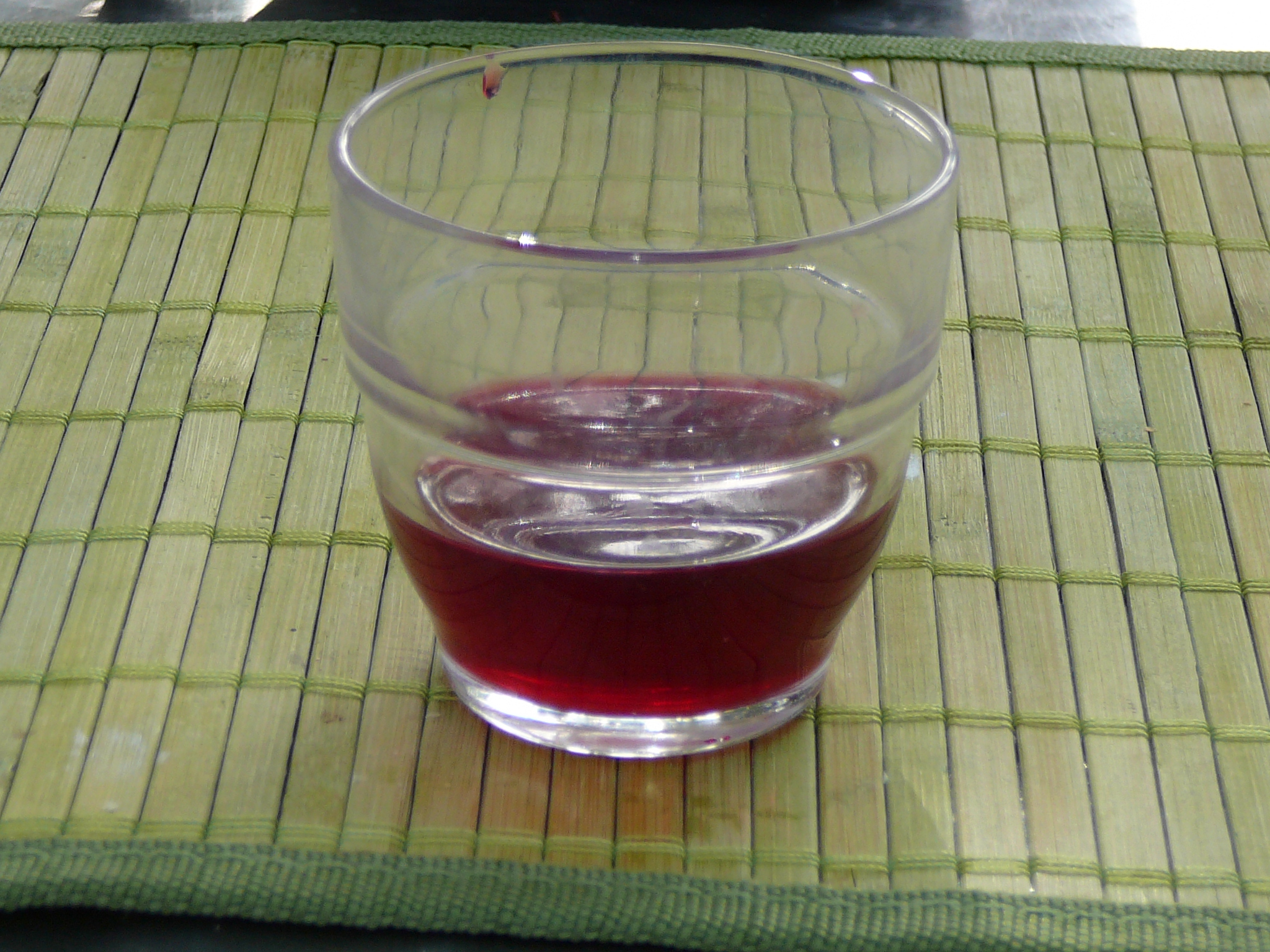
Wonjo
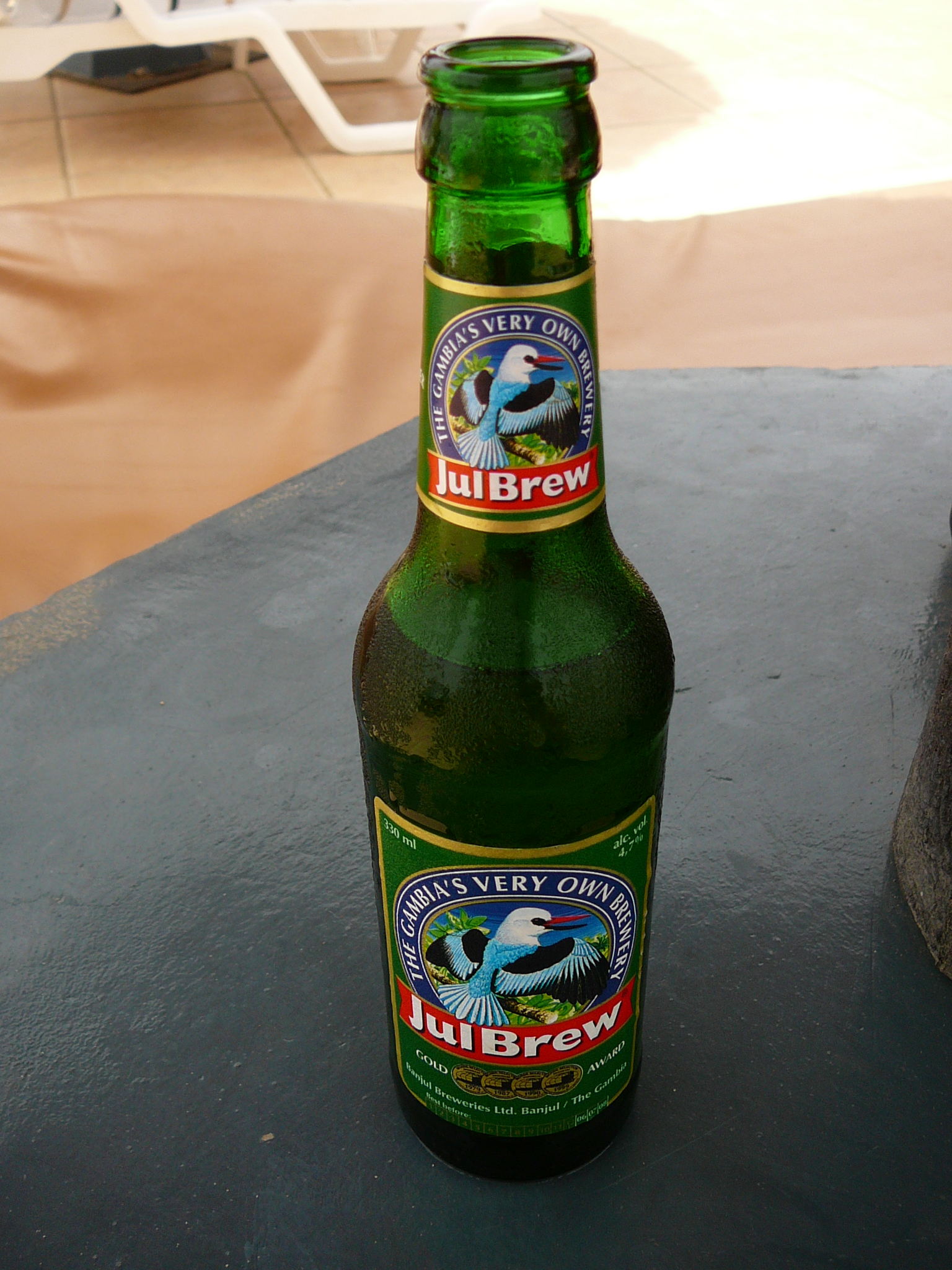
Jul Brew
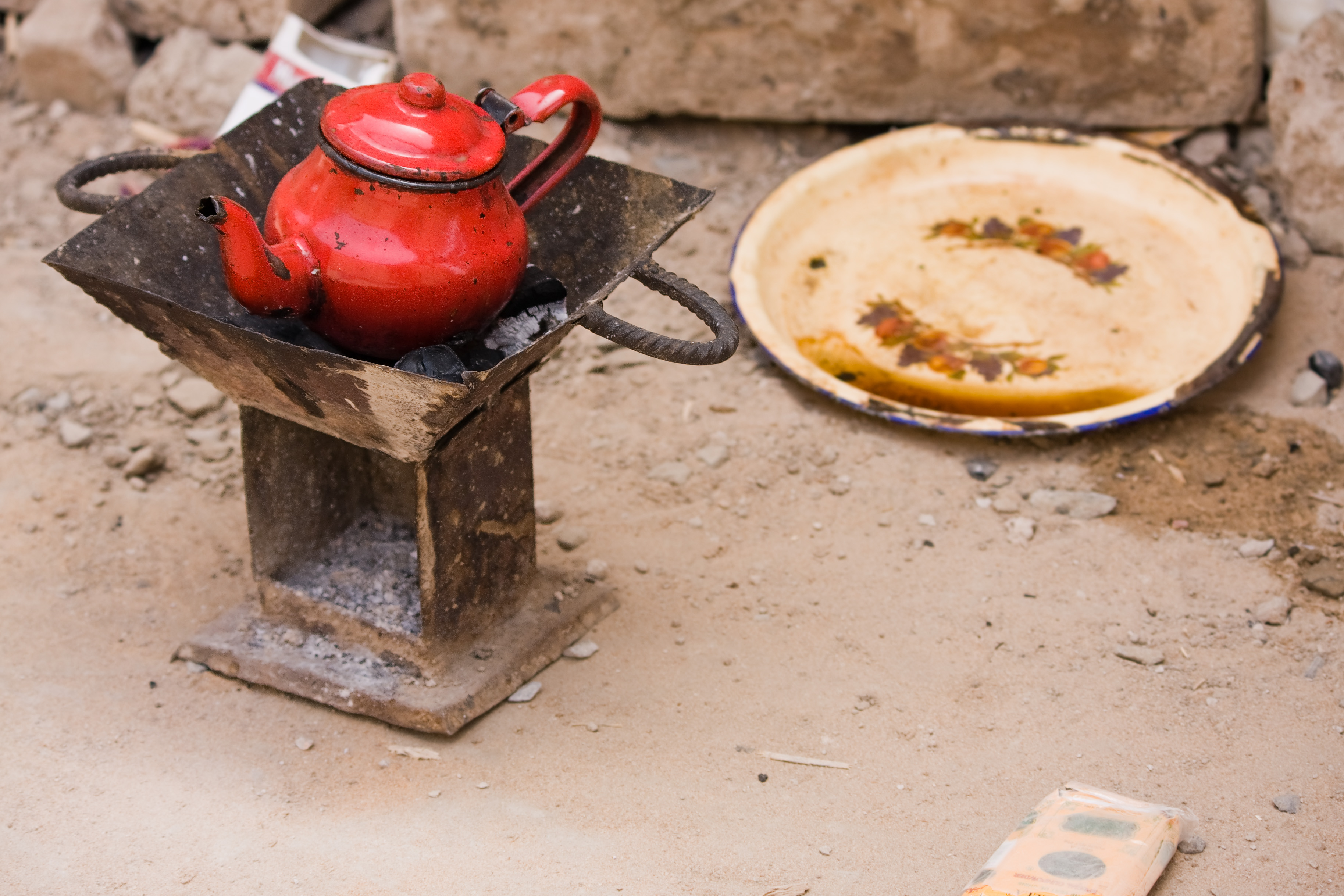
Thé vert en préparation
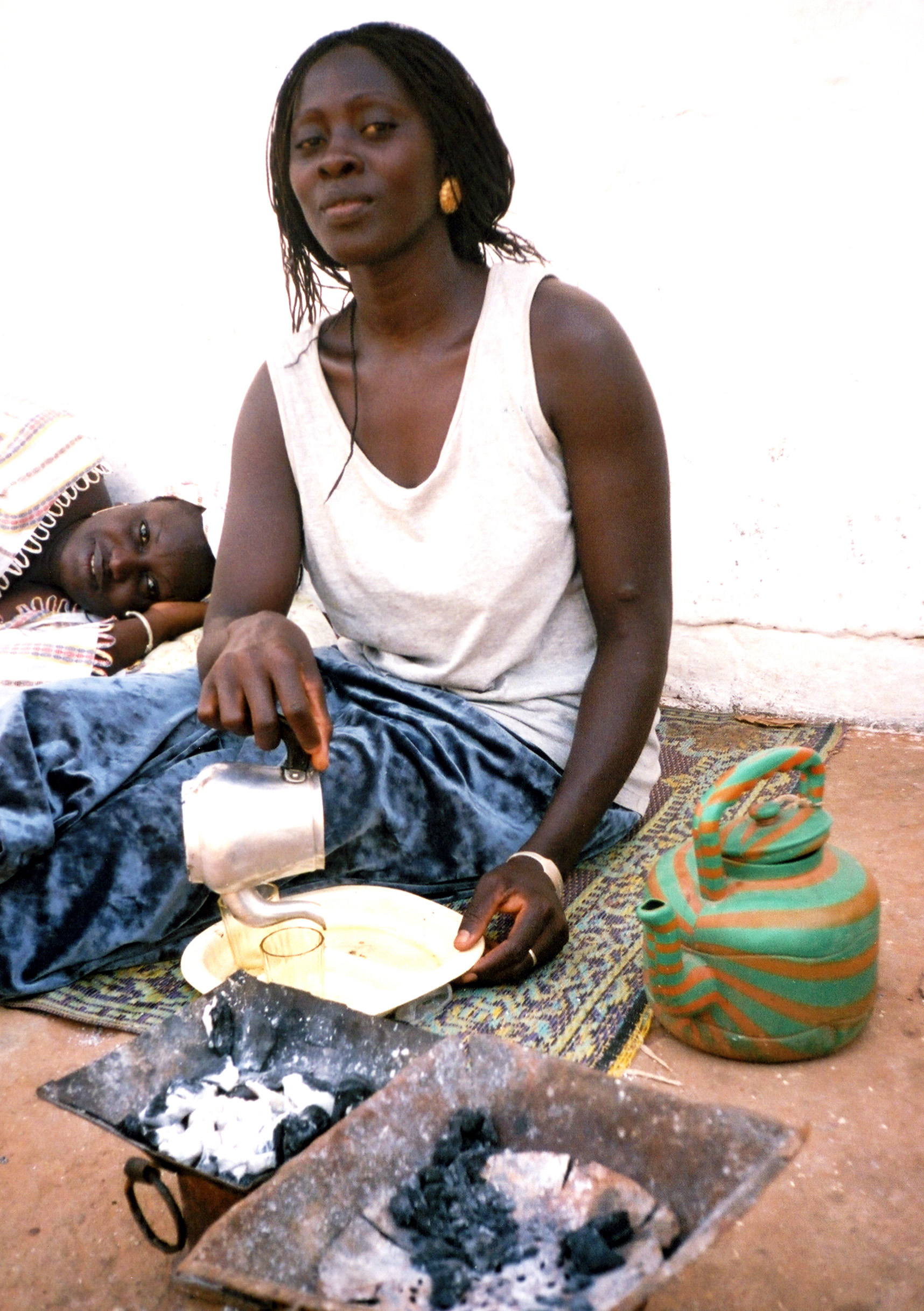
Ataya